# Temperaturmessstreifen
Temperaturmessstreifen oder auch Folienthermometer sind selbstklebend, bestehen aus mehreren Temperaturindikatoren und dienen zur Temperaturmessung auf Oberflächen. Sie bestehen aus Substanzen, die bei bestimmten Temperaturen einen reversiblen oder irreversiblen Farbwechsel ausführen.
Sie enthalten zum Beispiel mikroverkapselte Flüssigkristalle.
Sie werden auch als Fieberthermometer, Raumthermometer, Aquariumthermometer, Getränkethermometer oder Kühlschrankthermometer angeboten.
Temperaturindikatoren für industrielle Anwendungen können insbesondere bei Entwicklungsarbeiten helfen, an unzugänglichen Stellen die Oberflächentemperatur oder deren Maximalwert zu prüfen, zu kontrollieren oder zu messen. Mittels irreversibler Ausführungen kann im Nachhinein ermittelt werden, ob eine bestimmte Temperatur je erreicht bzw. überschritten wurde. Es können zum Beispiel Temperaturen zwischen 37 und 260 °C erfasst werden.
Heutige Temperaturindikatoren sind ungiftig und unzerbrechlich. Historische Thermoskop-Anstriche waren teilweise quecksilberhaltig.